# Matteo Giupponi
Matteo Giupponi (né le 8 octobre 1988 à Bergame) est un athlète italien, spécialiste de la marche, médaillé de bronze du 35 km aux championnats d'Europe de Munich en 2022.

## Biographie
Le meilleur temps de Matteo Giupponi sur 20 km est de 1 h 19 min 58 s, obtenu à Poděbrady en 2020. Il termine notamment 8e du 50 km lors des Championnats du monde par équipes 2016 à Rome où il remporte le titre mondial par équipes.
Inscrit au tout dernier moment sur 20 km marche des Jeux olympiques de 2016 (il ne devait initialement participer qu'au 50 km), il se classe 8e en établissant son record personnel en 1 h 20 min 27.
L'Italien décroche sa première médaille dans une grande compétition, le bronze, sur la nouvelle épreuve du 35 km marche aux championnats d'Europe de Munich en 2022. Avec le temps de 2 h 30 min 34 s, il termine derrière l'Espagnol Alvaro Martin et l'Allemand Christopher Linke. 

## Palmarès
| Date | Compétition                     | Lieu           | Résultat | Épreuve     | Performance     |
| ---- | ------------------------------- | -------------- | -------- | ----------- | --------------- |
| 2016 | Championnats du monde de marche | Rome           | 1er      | Par équipes | 10 pts          |
| 2016 | Jeux olympiques                 | Rio de Janeiro | 8e       | 20 km       | 1 h 20 min 27 s |
| 2022 | Championnats d'Europe           | Munich         | 3e       | 35 km       | 2 h 30 min 34 s |